# 数学定理列表
以下是数学定理的列表：

## 0-9
- 15-定理
- 2π定理

## A
- 阿贝尔-鲁菲尼定理
- 阿蒂亚-辛格指标定理
- 阿贝尔定理
- 安达尔定理
- 阿贝尔二项式定理
- 阿贝尔曲线定理
- 艾森斯坦定理
- 奥尔定理
- 阿基米德中点定理
- 阿基米德原理
- 埃尔布朗定理
- 阿达马三圆定理
- 阿尔泽拉-阿斯科利定理

## B
- 波尔查诺-魏尔斯特拉斯定理
- 巴拿赫-塔斯基悖论
- 伯特兰-切比雪夫定理
- 贝亚蒂定理
- 贝叶斯定理
- 博特周期性定理
- 闭图像定理
- 伯恩斯坦定理
- 不动点定理
- 布列安桑定理
- 布朗定理
- 贝祖定理
- 博苏克-乌拉姆定理
- 巴拿赫不动点定理
- 布尔素理想定理
- 贝尔纲定理
- 布劳威尔不动点定理
- 本迪克森-杜拉克定理
- 本原元定理

## C
- 垂径定理
- 陈氏定理
- 采样定理

## D
- 迪尼定理
- 等周定理
- 代数基本定理
- 多项式余数定理
- 大数定律
- 狄利克雷定理
- 棣莫弗定理
- 棣莫弗-拉普拉斯定理
- 笛卡儿定理
- 多项式定理
- 笛沙格定理
- 达布定理
- 达布定理 (微分几何)
- 笛卡儿符号法则
- 单调收敛定理
- 单值化定理
- 狄利克雷定理 (傅里叶级数)

## E
- 二项式定理
- 二次互反律
- 艾狄胥－斯通定理

## F
- 富比尼定理
- 范德瓦尔登定理
- 费马大定理
- 法图引理
- 费马平方和定理
- 法伊特-汤普森定理
- 弗罗贝尼乌斯定理
- 费马小定理
- 凡·奥贝尔定理
- 芬斯勒-哈德维格尔定理
- 反函数定理
- 费马多边形数定理
- 辐角原理

## G
- 格林公式
- 鸽巢原理
- 高斯-马尔可夫定理
- 谷山-志村定理
- 哥德尔完备性定理
- 哥德尔不完备定理
- 古尔丁定理
- 高斯散度定理
- 古斯塔夫森定理
- 共轭复根定理
- 高斯-卢卡斯定理
- 哥德巴赫-欧拉定理
- 勾股定理
- 格尔丰德-施奈德定理

## H
- 黑林格-特普利茨定理
- 华勒斯-波埃伊-格维也纳定理
- 霍普夫-里诺定理
- 海涅-博雷尔定理
- 亥姆霍兹定理
- 赫尔德定理
- 蝴蝶定理
- 海涅-康托尔定理
- 哈恩-巴拿赫定理
- 胡尔维兹定理

## J
- 绝妙定理
- 介值定理
- 积分第一中值定理
- 紧致性定理
- 积分第二中值定理
- 夹挤定理
- 卷积定理
- 极值定理
- 基尔霍夫定理
- 角平分线定理
- 嘉当-迪厄多内定理
- 吉洪诺夫定理

## K
- 柯西定理
- 克莱尼不动点定理
- 康托尔定理
- 柯西中值定理
- 可靠性定理
- 克莱姆法则
- 柯西-利普希茨定理
- 戡根定理
- 康托尔-伯恩斯坦-施罗德定理
- 凯莱-哈密顿定理
- 克纳斯特-塔斯基定理
- 卡迈克尔定理
- 柯西积分定理
- 克罗内克定理
- 克罗内克-韦伯定理
- 卡諾定理 (內切圓、外接圓)
- 卡諾定理 (圓錐曲線)
- 卡諾定理 (垂線)
- 凯莱定理
- 空间分割定理
- 开映射定理
- 开世定理

## L
- 零一律
- 卢津定理
- 勒贝格控制收敛定理
- 勒文海姆-斯科伦定理
- 罗尔定理
- 拉格朗日定理 (群论)
- 拉格朗日中值定理
- 拉姆齐定理
- 拉克斯-米尔格拉姆定理
- 黎曼映射定理
- 吕利耶定理
- 勒让德定理
- 拉格朗日定理 (数论)
- 勒贝格微分定理
- 雷维收敛定理
- 刘维尔定理
- 六指数定理
- 黎曼级数定理
- 林德曼-魏尔斯特拉斯定理
- 留数定理
- 良序定理
- 里斯表示定理
- 黎曼-罗赫定理
- 罗斯定理
- 黎曼-勒贝格定理
- 拉东-尼科迪姆定理

## M
- 毛球定理
- 莫雷角三分线定理
- 迈尔斯定理
- 米迪定理
- 迈希尔-尼罗德定理
- 马勒定理
- 闵可夫斯基定理
- 莫尔-马歇罗尼定理
- 密克定理
- 梅涅劳斯定理
- 莫雷拉定理

## N
- 纳什嵌入定理
- 拿破仑定理
- 鸟头定理
- 牛顿定理

## O
- 欧拉定理 (数论)
- 欧拉旋转定理
- 欧几里得定理
- 欧拉定理 (几何学)

## P
- 庞加莱-霍普夫定理
- 皮克定理
- 谱定理
- 婆罗摩笈多定理
- 帕斯卡定理
- 帕普斯定理
- 普罗斯定理
- 皮卡定理
- 排容原理
- 庞加莱-本迪克松定理
- 皮亚诺存在性定理
- 披萨定理
- 帕塞瓦尔定理

## Q
- 切消定理
- 齐肯多夫定理
- 曲线基本定理
- 切除定理

## R
- 儒歇定理
- 若尔当曲线定理

## S
- 四色定理
- 算术基本定理
- 斯坦纳-雷姆斯定理
- 四顶点定理
- 四平方和定理
- 斯托克斯定理
- 素数定理
- 斯托尔兹-切萨罗定理
- 斯通布尔代数表示定理
- Sun-Ni定理
- 斯图尔特定理
- 塞瓦定理
- 塞邁雷迪－特羅特定理
- 塞邁雷迪定理
- 射影定理
- 施图姆定理
- 舒尔正交关系
- 三次互反律
- 萨维奇定理
- 樞紐定理

## T
- 泰勒斯定理
- 同构基本定理
- 泰勒中值定理
- 泰勒公式
- 图兰定理
- 泰博定理
- 图厄定理
- 托勒密定理

## V
- 维津定理

## W
- 沃尔斯滕霍尔姆定理
- 无限猴子定理
- 威尔逊定理
- 魏尔斯特拉斯逼近定理
- 微积分基本定理
- 韦达定理
- 维维亚尼定理
- 五色定理
- 韦伯定理
- 维纳-辛钦定理
- 魏尔施特拉斯分解定理
- 五边形数定理

## X
- 西罗定理
- 西姆松定理
- 西尔维斯特-加莱定理
- 线性代数基本定理
- 线性同余定理
- 西尔维斯特惯性定理
- 小平消没定理

## Y
- 有噪信道编码定理
- 有限简单群分类
- 演绎定理
- 圆幂定理
- 友谊定理
- 因式定理
- 隐函数定理
- 有理根定理
- 余弦定理
- 余切定理
- 叶戈罗夫定理

## Z
- 中国剩余定理
- 证明所有素数的倒数之和发散
- 秩-零化度定理
- 祖暅原理
- 中心极限定理
- 中值定理
- 詹姆斯定理
- 最大流最小割定理
- 主轴定理
- 中线定理
- 正弦定理
- 正切定理
- 最大模原理